# Punta Fumarola
La punta Fumarola (en inglés: Fume Point) es un cabo de baja altitud y origen volcánico que marca el extremo sur de la isla Zavodovski del archipiélago Marqués de Traverse en las islas Sandwich del Sur. Se encuentra cerca del Morro Nocivo y de la baliza Guardiamarina Lamas. La Dirección de Sistemas de Información Geográfica de la provincia de Tierra del Fuego cita la punta en las coordenadas 56°22′28″S 27°35′53″O / -56.37444, -27.59806.
Su nombre en inglés fue dado por el Comité de Topónimos Antárticos del Reino Unido en 1972 por las peligrosas fumarolas volcánicas que emanan en el área.
La isla nunca fue habitada ni ocupada, y es reclamada por el Reino Unido como parte del territorio británico de ultramar de las Islas Georgias del Sur y Sandwich del Sur y por la República Argentina, que la hace parte del departamento Islas del Atlántico Sur dentro de la provincia de Tierra del Fuego, Antártida e Islas del Atlántico Sur.